# کاترین زیمرمن
کاترین زیمرمن (به انگلیسی: Kathrin Zimmermann) (زادهٔ ۲۲ دسامبر ۱۹۶۶) شناگر اهل آلمان است.